# Malloderma pulchra
Malloderma pulchra är en skalbaggsart som först beskrevs av Maurice Pic 1926.  Malloderma pulchra ingår i släktet Malloderma och familjen långhorningar. Inga underarter finns listade i Catalogue of Life.